# 겸백
겸백(縑帛)은 글자를 기록하기 위해 쓰이던 비단이다. 책(冊)은 원래 죽간을 형상화 한 글자로 선진시대 이전의 책은 죽간으로 만드는 것이 보통이었다. 그러다가 선진시대에 흰 비단을 이용하기 시작하였다. 겸백으로 만든 책은 백서(白書)라고 불렀다.
겸백은 두루마리형태로 말아서 보관하여 권자본(卷子本))이라고 하기도 하였다. 비단은 매우 비싼 소재여서 종이가 등장한 뒤로는 특별한 용도로만 사용하게 되었다.